# Monolistra (Microlistra) pretneri
Monolistra (Microlistra) pretneri is een pissebed uit de familie Sphaeromatidae. De wetenschappelijke naam van de soort is voor het eerst geldig gepubliceerd in 1964 door Sket.